# Massif (architecture)
Pour les articles homonymes, voir Massif.
Massif peut avoir plusieurs significations dans le domaine de l'architecture.

## En construction
Un massif est un ouvrage compact de stabilité faisant partie de la structure d'un bâtiment ou d'un pont (ouvrage d'art).
Il est fabriqué en béton plein ou est constitué avec des blocs de pierre taillée et des moellons.
- Un massif maçonné en élévation constitue un corps plein et lourd en annexe d’un mur qu’il épaule. Il supporte alors les poussées latérales et les efforts biais directement en tant que contrefort ou bien par l'intermédiaire d'un arc-boutant en tant que culée.
- Un massif est un élément de fondation volumineux recevant de très fortes charges d'éléments verticaux en évitant le poinçonnement, il est en soubassement et reste distinct du restant du support qui reçoit une moindre charge (une charge surfacique moins dense).
- Un massif est un ouvrage positionné dans un terrassement qui fait partie de la structure de fondation, il résiste à des efforts de traction transmis par des câbles ou des profils métalliques qui y sont ancrés (Voir Mur de soutènement).
- Un massif désigne, dans la construction en architecture classique intérieure de cuisine, un ouvrage maçonné fournissant une paillasse recevant des braises.
- Un massif en construction industrielle est une base support de machine lourde produisant des poussées latérales qui sont absorbées par l'inertie de ce support très lourd (un massif se différencie du coussin anti-vibratile qui autorise des mouvements et permet les efforts latéraux rapides alternés amortis en transmission).

## En construction navale
Un massif est une pièce de construction ou un assemblage de pièces destiné à répartir les efforts transmis d'une poutre à une autre par leurs extrémités quand leur angulation ne permet pas d'assemblage direct assez solide : le massif d'étrave et le massif d'étambot assurent la jonction de ces pièces avec la quille.

## En architecture
- En architecture antique romaine monumentale, un massif est un des très gros ouvrages servant de support en élévation dans un édifice. Il est dimensionné de façon à donner l'impression de grandeur et d'autorité (par exemple dans un arc de triomphe, une entrée de stade).
- En architecture religieuse d'église à plan allongé, un massif antérieur ou massif occidental ou Westwerk est une construction d'un corps avancé devant le vaisseau central à l'opposé du chœur : il est composé de deux tours, un porche succédant à une ou plusieurs travées débouchant sur la nef et parfois une tribune surmontant ce passage.